# Ranjitsinhji Vibhoji
Ranjitsinhji Vibhoji (Sadodar, 10 settembre 1872 – Jamnagar, 2 aprile 1933) è stato un principe, crickettista e politico indiano.
Fu Jam Sahib dal 1906 al 1923 e Maharaja di Nawanagar dal 1923 al 1933. Considerato come uno dei migliori battitori di tutti i tempi, fu descritto da Neville Cardus come "il sogno di una notte di mezza estate del cricket". Non ortodosso nella tecnica e con una reazione veloce, portò avanti un nuovo stile che rivoluzionò completamente il gioco del cricket, in particolare in India. Inventò il leg glance che lo rese popolare a livello internazionale. Ancora oggi, in India, il torneo di cricket Ranji Trophy è dedicato in suo onore. Suo nipote Duleepsinhji seguì i suoi passi nel mondo del cricket.
Oltre al cricket, visse una vita di lusso e di spese senza criterio , e fu un pessimo amministratore dello stato che gli venne affidato in governo; inoltre fu cancelliere della Camera dei Principi indiani, rappresentando lo stato indiano alla Lega delle Nazioni.

## Biografia

### I primi anni

#### La nascita
Ranjitsinhji Jadeja nacque il 10 settembre 1872 a Sadodar, un villaggio nello stato di Nawanagar, nella provincia indiana di Kathiawar. Era il primo figlio di un agricoltore, Jiwansinhji, e di una delle sue mogli. Il suo nome significava "il leone che conquista in battaglia", e sin da bambino soffrì di frequenti malattie e disagi. La famiglia di Ranjitsinhji era imparentata con la famiglia regnante dello stato di Nawanagar tramite suo nonno, capo della sua famiglia, Jhalamsinhji. Questi era cugino di Vibhaji, jam sahib di Nawanagar; i biografi successivi di Ranjitsinhji raccontarono che il suo antenato aveva mostrato grande coraggio in battaglia combattendo al fianco di Vibhaji, ma lo studioso Simon Wilde ipotizzò che tale invenzione potesse essere stata elaborata proprio da Ranjitsinhji per dare maggior lustro alla sua famiglia.

#### Erede al trono e disconoscimento
Nel 1856 nacque il figlio di Vibhaji, Kalubha, e divenne erede al trono del padre. Crescendo, Kalubha diventò una persona violenta e tirannica, che tentò di avvelenare il padre e compì stupri e violenze ai danni della popolazione. Di conseguenza, Vibhaji dovette prendere la decisione di diseredare il figlio nel 1877. Non avendo altri eredi disponibili, per il bene dello stato Vibhaji decise di adottare come suo figlio ed erede un membro di un ramo collaterale della sua famiglia, che aveva appena sei mesi di vita e divenne da subito oggetto delle invidie della madre di Kalubha, che probabilmente riuscì ad avvelenarlo. La seconda scelta di erede, nell'ottobre del 1878, ricadde su Ranjitsinhji. Vibhaji lo prese con sé e lo portò a Rajkot per assicurarsi l'approvazione delle autorità inglesi, ed il giovane visse là per i successivi 18 mesi prima di recarsi a studiare al Rajkumar College, sempre supportato da Vibhaji. Vibhaji però , scoraggiato dalle ambizioni della famiglia di Ranjitsinhji e dalla condotta di Jiwansinhji, non completò mai la procedura di adozione del giovane principe e continuò a sperare di avere un proprio erede. E nell'agosto del 1882 una delle mogli di Vibhaji diede alla luce un figlio maschio, Jaswantsinhji, facendo cessare le speranze di successione per Ranjitsinhji.
Secondo il biografo Roland Wild, l'adozione di Ranjitsinhji avvenne effettivamente, ma in segreto, per paura di una vendetta da parte delle mogli di Vibhaji. Secondo Wild, "il padre e il nonno del bambino presenziarono alla cerimonia ufficiale, come pure personalità del governo indiano e del governo di Bombay" Ma non vi sono notizie ufficiali relative a questo importante avvenimento per il regno, e pertanto lo storico Simon Wilde affermò che "in conclusione, si può dire che non sia mai avvenuto." Roland Wild e Charles Kincaid, che scrissero un libro biografico del maharaja nel 1931, pure dissero che Jaswantsinhji non era un erede legittimo e che forse non era nemmeno figlio di Vibhaji o che sua madre non fosse legalmente moglie di Vibhaji (che si trattasse di una prostituta a corte) anche se tali affermazioni non sono corroborate da notizie in merito. Quando le autorità britanniche vennero a sapere che quello che era stato loro presentato come il futuro erede al trono non era stato ufficialmente adottato, inizialmente tentarono di persuadere Vibhaji a far allevare Ranjitsinhji come suo erede, ma il maharaja disse che Jaswantsinhji sarebbe stato il suo successore. Nell'ottobre del 1884, il governo indiano riconobbe infine Jaswantsinhji quale erede al trono di Vibhaji, ma il viceré Lord Ripon ritenne comunque che Ranjitsinhji meritasse una compensazione per il ruolo perduto.

#### L'educazione
Pur non ritenendo più Ranjitsinhji suo erede Vibhaji continuò a sostenerlo, ma passò la responsabilità della sua educazione alla presidenza di Bombay. Ranjitsinhji studiò così al Rajkumar College, distinguendosi ben presto tra gli altri alunni.
All'età di 10-11 anni fu introdotto al gioco del cricket, militando nella squadra della sua scuola nel 1883 e divenendone capitano nel 1884; poi mantenne tale posizione sino al 1888. Le prospettive erano quello di consentirgli di spostarsi in Inghilterra per studiare all'Università di Cambridge dove infatti giunse nel marzo del 1888. In quegli anni visse con la famiglia del reverendo Louis Borrisow, all'epoca cappellano del Trinity College, Cambridge, che fu anche il suo tutore ed al quale rimase legato per tutta la vita. Secondo Roland Wild, Borrisow reputava Ranji "pigro e irresponsabile" nonché ossessionato da attività che lui giudicava superflue come il cricket, il tennis, il biliardo e la fotografia, non applicandosi invece agli studi come avrebbe dovuto. Forse proprio per queste cause, Ranjitsinhji non riuscì ad essere ammesso all'esame d'ingresso al Trinity College del 1889, venendovi alla fine comunque ammesso in considerazione alla sua posizione. Concentrandosi più sugli sport che sugli studi, Ranjitsinhji non arrivò mai a laurearsi. Fu massone, e si affiliò alla Isaac Newton University Lodge.
Nel giugno del 1892, Ranjitsinhji lasciò i Borrisow e andò a vivere in una casa propria nella città di Cambridge, vivendo nel lusso e nello spreco. Secondo lo scrittore Alan Ross, Ranjitsinhji non riuscì comunque ad avere degli amici in questo periodo, cadendo spesso vittima di razzismo e pregiudizi, problematiche che cercò di superare con la generosità. Ranjitsinhji visse spesso oltre le proprie possibilità, trovandosi anche in difficoltà finanziarie, e risolvendosi infine a scrivere a Vibhaji perché gli fornisse altro denaro; Vibhaji gli rispose che gli avrebbe dato altro denaro a condizione che fosse tornato in India. Si trovò pertanto costretto a lasciare gli studi nella primavera del 1894, ma non lasciò ancora l'Inghilterra.

### La carriera come crickettista
Ranjitsinhji aveva ormai un nutrito gruppo di creditori che lo pressavano, e per quel problema si rivolse oltre che a Vibhaji anche ai rappresentanti dell'India britannica, cercando di convincerli a prestargli del denaro per coprire le spese sostenute. Sempre più appassionato al gioco del cricket e con discreti successi totalizzati sul campo, strinse ancor più  amicizia con Billy Murdoch e con C. B. Fry che lo indussero ad iscriversi al Sussex County Cricket Club. Murdoch, capitano della squadra del Sussex, prese Ranhitsinhji a giocare nella propria squadra come crickettista di prima classe, offrendogli nel contempo anche un compenso per questa sua attività, risolvendo almeno in parte i suoi problemi finanziari e  consentendogli di rimandare ancora il suo ritorno in India. Ranjitsinhji ebbe poi modo di distinguersi in uno scontro col Marylebone Cricket Club (MCC).
Malgrado questi compensi, i debiti di Ranhitsinhji continuarono ad aumentare significativamente, ma lui continuò a credere nella sua carriera sportiva, guadagnandosi anche l'affetto del pubblico alle partite in particolare in incontri importanti come quelli contro il Middlesex ed il Nottinghamshire.
Poco prima dell'inizio di una nuova stagione, Vibhaji morì; il dodicenne figlio Jaswantsinhji ufficialmente gli succedette al trono il 10 maggio, mentre Ranjitsinhji rimase in Inghilterra. Le autorità britanniche nominarono un amministratore per reggere il trono di Jaswantsinhji sino a quando lui non avesse raggiunto l'età adatta per governare autonomamente. Ranjitsinhji, che pure aveva cercato di mantenere sempre un certo anonimato, non riuscì a sfuggire ai giornalisti che, col crescere della sua fama, erano alla sempre più affannosa ricerca di notizie sul suo conto. Attorno a lui si creò un alone di mistero, e lo stesso Ranjitsinhji iniziò a far circolare voci sul suo conto, periodicamente confermate o smentite.

### La disputa sulla successione

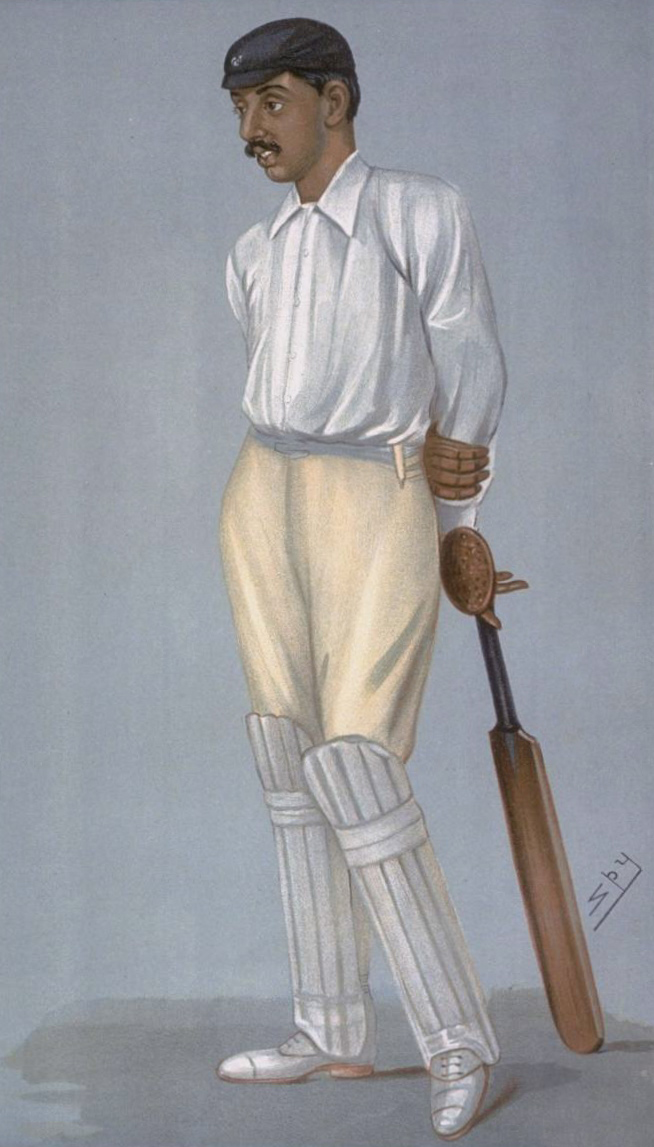
Ranjitsinhji in una caricatura di Spy per Vanity Fair, 1897

A partire dal 1896 le notizie che circolarono sul conto di Ranjitsinhji indicarono un suo  interesse per la politica, come altri giovani indiani dell'epoca. Il principe aveva creato una serie di ottimi rapporti per supportare la propria posizione nella successione al trono del principato di famiglia in India. Alle celebrazioni per il giubileo della regina Vittoria, ad esempio, conobbe Pratap Singh, reggente di Jodhpur, ed iniziò a raccontare fosse suo zio, anche se non era vero. Ranjitsinhji poi decise di fare ritorno in India per perorare lui stesso la sua causa per la successione al trono, disputandola con un nipote di Vibhaji, Lakhuba. I debiti rimanevano ancora un problema pressante nella sua vita e per quello scrisse a Willoughby Kennedy, l'amministratore inglese di Nawanagar, chiedendogli del denaro ma senza ricevere risposta. La sua situazione finanziaria gli causò una profonda depressione che lo confinò in casa, e per svagarsi scrisse  un libro sul cricket, su invito di un editore che ne promise 
la pubblicazione; Ranjitsinhji realizzò sette capitoli dell'opera, altri autori completarono il libro che venne pubblicato nell'agosto del 1897 col titolo di The Jubilee Book of Cricket, rivelandosi un successo sia commerciale che di critica. Ma verso la fine  del 1897 il giovane principe era di nuovo sull'orlo della bancarotta.
La sua carriera iniziò ad entrare in crisi, non solo a causa dell'asma che lo affliggeva, ma anche perché distratto dal suo interesse per la successione al trono di Nawanagar.

### Il tour in Australia
Ranjitsinhji venne prescelto per un tour in Australia con la squadra di Andrew Stoddart durante l'inverno del 1897-98, ma la squadra uscì sconfitta dagli incontri per la superiorità tattica degli avversari, anche se Ranjitsinhji ebbe comunque l'occasione di distinguersi. Intanto le sue condizioni di salute peggiorarono ed ebbe un ascesso peritonsillare che minacciò di compromettere la sua carriera di sportivo.
Ci fu un aspetto controverso del tour di Ranjitsinhji, causato da una serie di articoli che egli scrisse per una rivista australiana. Per quanto molto critico nei confronti di sé stesso in questi articoli, criticò anche  il comportamento del pubblico (lamentandosi spesso delle imprecazioni provenienti dagli spalti nei suoi confronti) e di alcuni giocatori avversari sul campo.

### Il ritorno in India
Nell'aprile del 1898 il team di Stoddart tornò in Inghilterra passando per Colombo, in Ceylon. All'arrivo a Colombo Ranjitsinhji lasciò la squadra per fare ritorno in India e perseguire le sue pretese nella causa di successione al trono di Nawanagar. Trascorse il resto dell'anno in India e fece ritorno in Inghilterra solo alla fine di marzo del 1899. Inizialmente tentò di ottenere supporto alle sue pretese da altri principi indiani, discutendo anche sull'illegittimità di Jassaji. Successivamente si accordò per incontrare Pratap Singh per ottenere la promessa di essere aiutato. Il principe indiano lo fece entrare in contatto con Rajinder Singh, maharaja di Patiala e uomo particolarmente ricco. Rajinder non solo era un grande sostenitore delle politiche degli inglesi, ma era anche un noto appassionato di cricket e pertanto divenne grande amico di Ranjitsinhji, prestandogli spesso il denaro che gli serviva. Ranjitsinhji poté così viaggiare in India, cercando supporto tra principi, aristocratici ed ufficiali locali, ricevendo ovunque ottimi trattamenti. Trascorse anche del tempo con la famiglia di sua madre a Sarador.
Gli amministratori dell'India britannica conoscevano bene la storia di Ranjitsinhji ed alcuni iniziarono a sospettare che la sua figura finisse per divenire scomoda e causare problemi a Nawanagar, motivo per cui cercarono di tenerlo al di fuori della regione. Altri lo supportarono, ritenendo che fosse stato trattato ingiustamente dalla sua famiglia. Il 28 settembre di quell'anno, Ranjitsinhji scrisse al segretario di stato per l'India, lord George Hamilton tramite il governo di Bombay, avanzando le sue pretese sul trono in maniera ufficiale. Egli disse di essere stato adottato come erede prima di essere stato accantonato senza motivo e disse che Jassaji era illegittimo al trono. Il governo di Bombay rigettò la richiesta, ma Ranjitsinhji fu in grado di sfruttare abilmente i suoi contatti con Rajinder Singh per incontrare personalmente il viceré, Lord Elgin. Nel frattempo Ranjitsinhji tornò nel marzo del 1899 a Londra e lo stesso Hamilton rigettò la sua richiesta, ma Simon Wilde sottolineò invece il supporto che ottenne in India.

### Ancora cricket

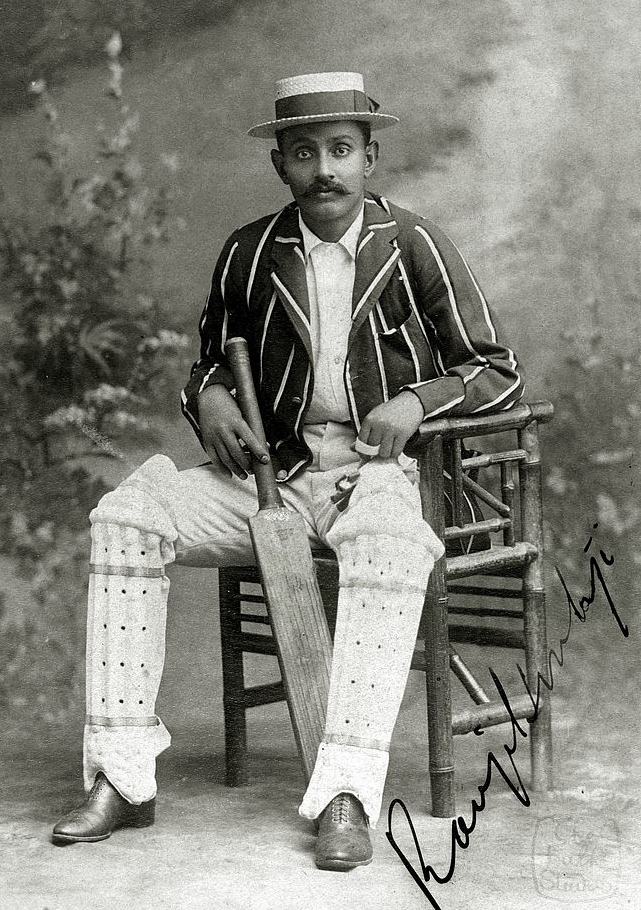
Ranjitsinhji in una fotografia in tenuta da cricketer del 1900 circa.

Tornato in Inghilterra nel 1899, Ranjitsinhji  riprese subito la sua carriera nel gioco del cricket. Il suo stile di gioco era mutato nel tempo e sembrava iniziare per lui una nuova era sportiva: appariva più determinato, la sua salute era nettamente migliorata, così come le sue finanze che gli derivavano dai suoi sostenitori in India.
Nel giugno del 1899 Ranjitsinhji venne nominato capitano della squadra del Sussex dopo il ritiro di Murdoch. George Brann lo precedette per qualche tempo, ma solo per lasciare poi a Ranjitsinhji il controllo della squadra. In quella nuova posizione, Ranjitsinhji si dedicò prevalentemente alla cura dei dettagli, in particolare allo stile di gioco della squadra in relazione al tempo atmosferico, e apportò innovazioni come i frequenti cambi di giocatori in campo, pratica all'epoca  non molto popolare.

### Il regno

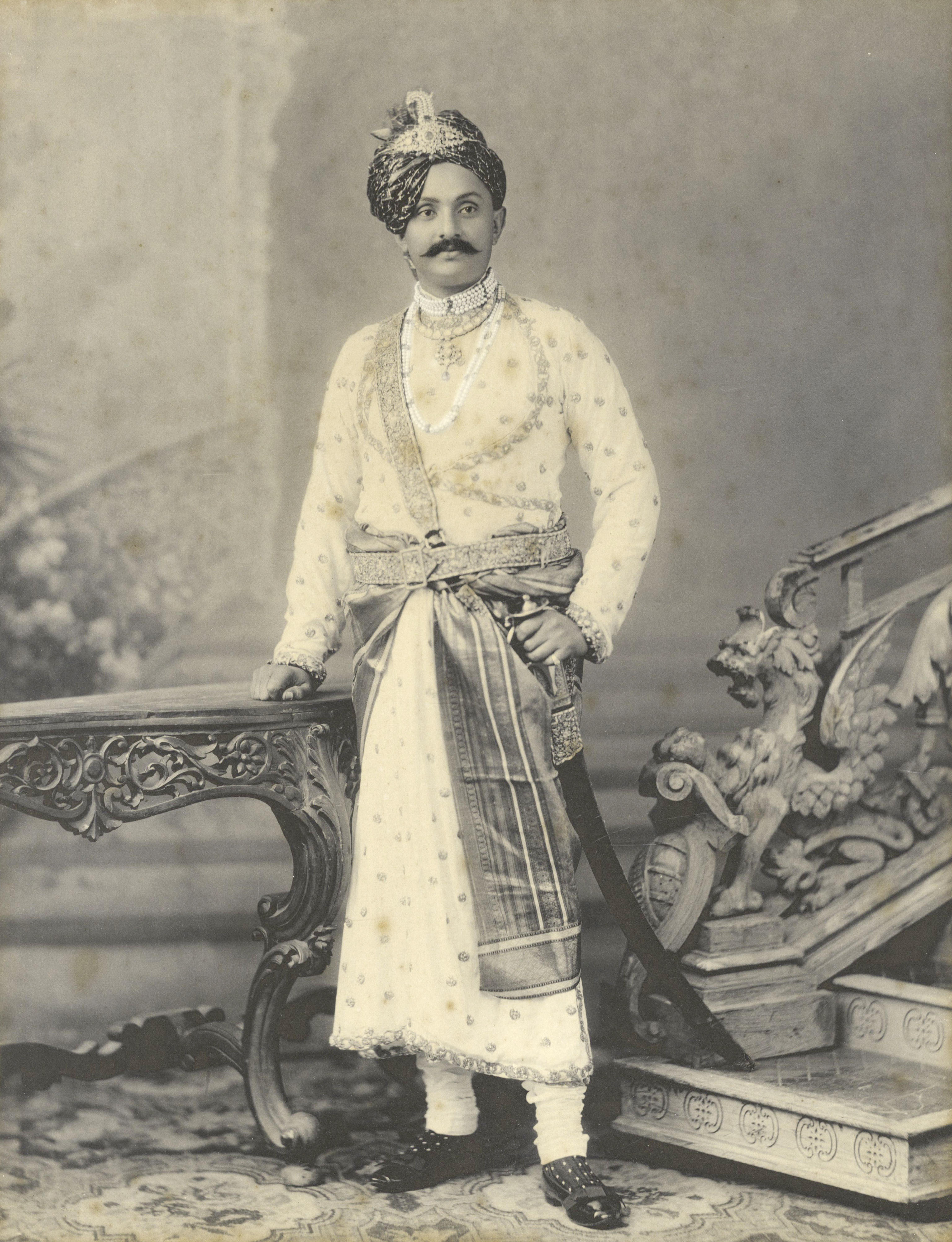
Ranjitsinhji nel 1910 circa

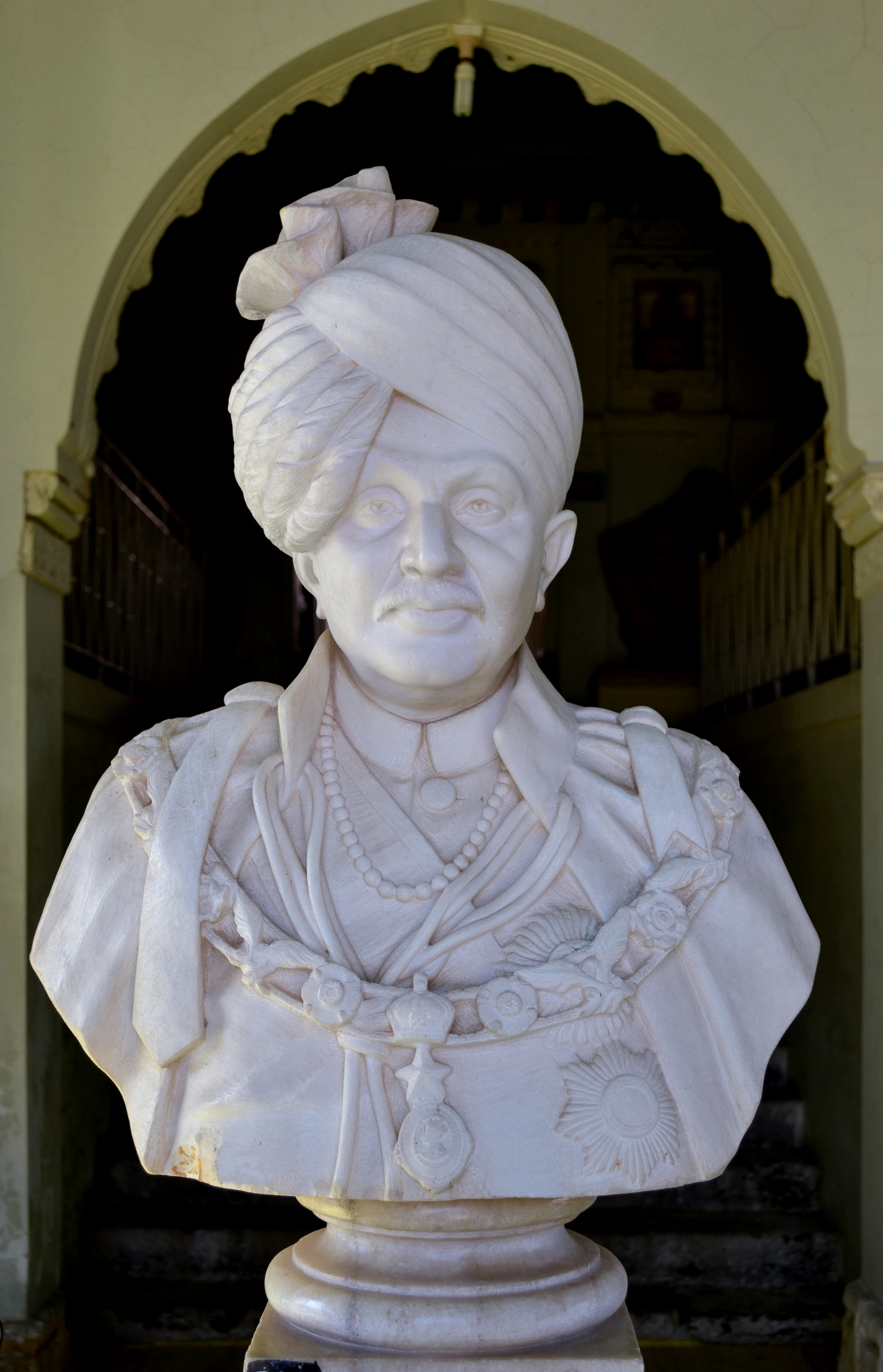
Un busto del maharaja

#### Il ritorno in India
Malgrado la scoperta di un tentativo di assassinio ai suoi danni, nel quale Ranjitsinhji era implicato, Jassaji aveva preso il controllo dell'amministrazione dello stato di Nawanagar dagli inglesi nel marzo del 1903 come previsto dalle leggi di successione. Nel 1904, Ranjitsinhji ebbe un lungo incontro col viceré Lord Curzon al termine di una partita, e immediatamente dopo  decise di fare ritorno in patria.
Il 9 ottobre 1904, Ranjitsinhji partì per l'India, accompagnato da Archie MacLaren, col quale  aveva sviluppato una grande amicizia dal tour dell'Australia del 1897–98, e che divenne il suo segretario personale. In India, Ranjitsinhji e MacLaren vennero raggiunti da Mansur Khachar e da Lord Hawke, capitano della squadra di cricket dello Yorkshire. Ranjitsinhji tentò senza successo di organizzare un nuovo incontro con lord Curzon per parlargli della successione al trono di Nawanagar, ma scelse comunque di rimanere in India a coltivare le proprie relazioni utili per il futuro. MacLaren tornò in Inghilterra nel 1905 e Ranjitsinhji era intenzionato a seguirlo, ma venne trattenuto da Mansur Khuchar che scoprì come il giovane principe lo aveva ingannato nel tentativo di ottenere ulteriore denaro, e lo trascinò per questo di fronte all'alta corte di Bombay intenzionato a farsi restituire al più presto il denaro prestato.

#### La successione
Pur essendo in buona salute, Jassaji morì il 14 agosto 1906 dopo aver sviluppato una febbre nelle due settimane precedenti. Anche se in assenza di prove, lo storico Simon Wilde aveva fatto notare come quei sintomi potessero essere le conseguenze di un avvelenamento. Gli inglesi attesero sei mesi per proclamare il successore al trono. I tre principali pretendenti erano infatti Ranjitsinhji, Lakhuba e le vedove di Jassaji. Le pretese di Ranjitsinhji si basavano ancora una volta sulla adozione da parte di Vibhaji; Lakhuba reclamava il trono in quanto nipote di sangue di Vibhaji, mentre le vedove di Jassaji richiedevano come già accaduto in passato di poter essere loro a scegliere il legittimo successore.
Trovandosi in India, Ranjitsinhji riuscì a persuadere Mansur Khachar a ritirare la denuncia all'alta corte con la promessa di pagargli la somma dovuta una volta asceso al trono. Sfruttò anche i giornali locali inglesi per diffondere le proprie pretese al trono. Dopo aver esaminato il caso, le autorità britanniche propesero per le pretese di Ranjitsinhji nel dicembre del 1906, anche se la decisione venne resa pubblica solo nel febbraio successivo. Simon Wilde evidenziò come quella scelta non solo disconoscesse il precedente verdetto inglese, ma contravvenisse addirittura al fatto che il predecessore al trono avesse "sostituito" il ruolo di Ranjitsinhji come principe ereditario. Ad ogni modo, la popolarità di Ranjitsinhji come crickettista, i suoi stretti legami con molti amministratori inglesi e il fatto di aver trascorso così tanti anni in Inghilterra, furono tra i fattori che secondo Wilde maggiormente influenzarono la decisione finale a suo favore.
Un nuovo appello di Lakhuba rimase inascoltato, e Ranjitsinhji venne infine insediato come maharaja l'11 marzo 1907. La cerimonia fu relativamente semplice per ragioni economiche e per il fatto che lo stato di Nawanagar era fondamentalmente povero; molti oggetti sacri vennero presi in prestito per la cerimonia da stati confinanti per ottenere uno standard dignitoso.
Ranjitsinhji si trovò ad amministrare uno stato povero e sofferente, molto diverso da quello dove era nato. Nel 1907, ogni giorno morivano 30 persone di malattia nella sola capitale, Jamnagar. Quando la visitò per la prima volta, Ranjitsinhji descrisse Jamnagar come "una diabolica baraccopoli". Per provvedere i fondi necessari a mantenere lo stato, Ranjitsinhji dovette vendere gran parte dei suoi gioielli. Nel suo discorso dell'incoronazione, Percy Fitzgerald, il residente britannico a Rajkot, disse chiaramente che lo stato aveva la necessità di essere modernizzato, sviluppando adeguatamente ad esempio il porto di Salaya ed estendendo le tratte ferroviarie del paese, implementando l'irrigazione e riformando l'amministrazione dello stato. Gli inglesi suggerirono inoltre la riduzione delle spese. Secondo Simon Wilde, Ranjitsinhji si muoveva con una certa insicurezza sul trono dal momento che non si sentiva familiare in quella terra.
Ranjitsinhji fece pochi progressi nei primi mesi del suo governo: si dedicò alla raccolta delle tasse, iniziò la costruzione di un campo da cricket e si dedicò alla caccia. Nell'agosto del 1907 si ammalò pesantemente di tifo, cogliendo l'occasione per sostenere di essere stato avvelenato ed attirare ancora una volta l'attenzione su di sé. Si riprese, ma i suoi medici dissero a Fitzgerald che Ranjitsinhji necessitava di un anno in Inghilterra per riprendersi completamente e il residente, suo malgrado, dovette dare il suo assenso.

#### Controversie in Inghilterra
Al suo ritorno in Inghilterra, Ranjitsinhji prese in affitto una casa di campagna a Shillinglee dove trascorse la maggior parte del suo tempo intrattenendo i suoi ospiti a caccia o giocando a cricket. Il suo stile di vita era dispendioso, ma senza giungere nuovamente alla bancarotta. Nel 1908 le pressioni finanziarie su di lui tornarono molto alte. Mansur Khachar si recò in Inghilterra per recuperare dal sovrano i soldi che gli doveva come da accordi una volta salito al trono, ma questa volta contattò direttamente l'India Office, e Ranjitsinhji, pur sapendo che l'amico non disponeva di prove sui prestiti fatti verso di lui, decise di ripagarlo almeno in parte per evitare ulteriori imbarazzi in società. Si offrì di pagare metà della somma richiesta, e in realtà ne pagò meno di un quarto. Ebbe un'altra disputa con Mary Tayler, un'artista alla quale era stata data commissione nell'aprile del 1908 di creare due ritratti in miniatura di Ranjitsinhji al costo di 100 ghinee l'una. Ranjitsinhji iniziò a contestare il fatto che le opere erano giunte due settimane dopo la data prevista per la consegna, e poi le restituì dicendo che non erano di suo gradimento. Come risposta la Tayler richiese la somma di 180 ghinee. Quando il caso giunse al tribunale di Brighton, l'avvocato di Ranjitsinhji, Edward Hunt, fece notare che come sovrano regnante i tribunali inglesi non avevano alcuna autorità sul suo assistito. Dopo ulteriori problematiche, l'India Office decise che Ranjitsinhji avrebbe dovuto pagare la somma di 75 sterline come segno di buona fede, e ne criticò il comportamento tenuto nella vicenda.
Nel 1908 Ranjitsinhji riprese a giocare a cricket in maniera agonistica e visitò anche la famiglia Borrisow a Gilling East, tanto che alcuni pensarono che essendo in età di sposarsi, stesse pensando di maritarsi con Edith Borrisow: ma fu lo stesso padre della giovane a bloccare ogni progetto a motivo degli scandali che ne sarebbero derivati nei circoli di società non solo inglesi ma anche indiani, per un matrimonio misto che all'epoca era malvisto. Nell'agosto del 1908 Ranjitsinhji si impegnò in una raccolta fondi per la riparazione della torre campanaria della parrocchia di Gilling East e per dotarla di un orologio; organizzò per questo una partita di cricket di beneficenza con molti sportivi d'eccezione.
Secondo alcune fonti della stampa, i continui scandali che avevano circondato la sua persona stavano inducendo Ranjitsinhji ad abdicare. A questo si aggiungeva il fatto che il deputato liberale inglese Horatio Bottomley aveva criticato pubblicamente Ranjitsinhji nelle colonne della rivista John Bull nell'ottobre e nel novembre di quell'anno, puntando ancora una volta l'attenzione sui suoi debiti, sui suoi processi e sul fatto che egli apparisse esentato dal rispettare le leggi inglesi. In imbarazzo per questa pubblicità negativa, l'India Office consigliò Ranjitsinhji di spendere più accuratamente il denaro di cui disponeva. Ranjitsinhji rispose di sentirsi "molto urtato e annoiato dall'essere continuamente additato in quella maniera", e si difese in una lettera che venne pubblicata sul Times. Poi nel dicembre del 1908 fece ritorno in India.

#### I primi anni di governo
Ranjitsinhji tornò dall'Inghilterra in India scoprendo che molti dei suoi piani erano falliti, e in pubblico si parlava di una sua possibile abdicazione. Malgrado l'aiuto degli ufficiali inglesi, prese alcune decisioni controverse, accumulò  possedimenti dispendiosi e tentò con ogni mezzo di aumentare le proprie finanze. Tentò di reclamare  terre precedentemente concesse da altri governanti e, per quanto generalmente riuscì a ridurre le tasse, impose delle tasse addizionali sulla terra il che portò a delle rivolte in alcuni villaggi; Ranjitsinhji decise di reprimere con la forza queste manifestazioni. Il nuovo residente a Rajkot, Claude Hill, si disse preoccupato delle azioni di Ranjitsinhji e si decise ad incontrarlo nell'aprile del 1909 per discutere il suo ruolo e le sue responsabilità. Nel frattempo, in Inghilterra lord Edward Winterton, dal quale Ranjitsinhji aveva preso in prestito del denaro per pagare le spese della sua casa di Shillinglee Park, interpellò la Camera dei Comuni circa i debiti del maharaja.
Ranjitsinhji riprese a giocare ancora una volta a cricket nel 1912 ma di fronte ai suoi debiti venne costretto ad occuparsi prima delle questioni più impellenti e quando venne convocato dall'India Office a Londra a rispondere di quanto dovuto, si presentò con 500 delle 900 sterline che doveva ai suoi creditori. Tornò in India nel gennaio del 1913 e iniziarono nuovamente a circolare voci su un suo possibile matrimonio Più volte ad ogni modo Edith Borrisow rimase per lunghi periodi a palazzo.

#### La guerra e la perdita di un occhio
Quando scoppiò la prima guerra mondiale nell'agosto del 1914, Ranjitsinhji mise il suo stato e le sue risorse a disposizione dell'Inghilterra, inclusa l'abitazione che possedeva a Staines che fu    messa a disposizione del governo come ospedale. Nel novembre del 1914 lasciò il paese per prestare servizio sul fronte occidentale, lasciando Berthon al ruolo di amministratore. Ranjitsinhji venne elevato al rango onorifico di maggiore dell'esercito britannico, ma come tutti i principi indiani non gli venne permesso di rimanere in prima linea per gli eccessivi rischi che ne sarebbero derivati. Ranjitsinhji si spostò in Francia ma il clima freddo influì negativamente sulla sua salute e per questo si recò in Inghilterra diverse volte. Il 31 agosto 1915, prese parte ad una battuta di caccia presso la brughiera dello Yorkshire non lontano da Langdale End. Accidentalmente, un membro del gruppo gli sparò all'occhio sinistro. L'occhio, ormai irrimediabilmente danneggiato, gli venne rimosso da un chirurgo specialista a Scarborough il 2 agosto successivo. Oltre al problema medico da affrontare, la presenza di Ranjitsinhji in Inghilterra ad una battuta di caccia anziché al fronte dove avrebbe dovuto essere creò un notevole imbarazzo per le autorità. Trascorse due mesi in convalescenza a Scarborough e dopo aver presenziato al funerale di W. G. Grace nel Kent tornò in India per il matrimonio di sua sorella, ritornando in Inghilterra solo dopo la fine della guerra.
Quando Ranjitsinhji tornò in India nel 1915, Edith Borrisow che lo aveva seguito rimase invece in Inghilterra. Suo padre morì nel 1917 e con la sorella lei si spostò da Gilling a Staines (dove Ranjitsinhji aveva una casa). Secondo lo scrittore e sportivo E. H. D. Sewell il quale disse di aver saputo il racconto dalla viva voce di Ranjitsinhji, il maharaja chiese ad Edith di sposarlo dopo la morte del padre, ma lei rifiutò dicendo di essersi innamorata di un altro, e i due rimasero solo amici.

### Gli ultimi anni

#### Migliorie a Nawanagar

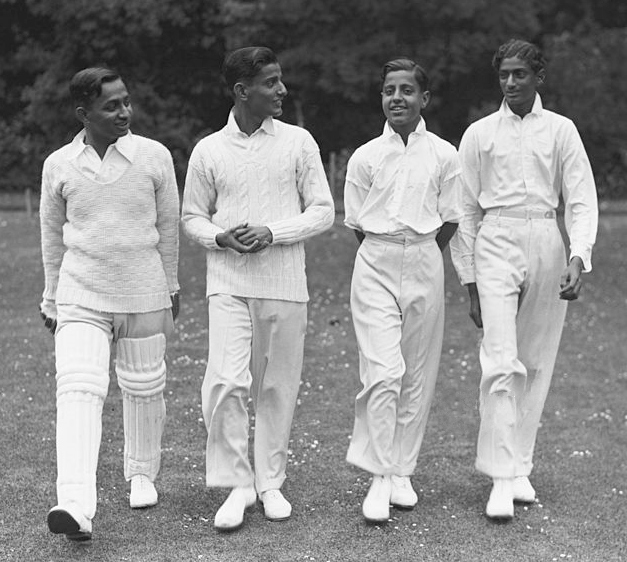
I nipoti di Ranjitsinhji nel 1932. Da sinistra a destra: Samarsinhji, Indravijaysinhi, Ranvirsinhji e Jayendrasinhji. I primi tre erano fratelli. Tutti furono appassionati crickettisti come lo zio.

Mentre Ranjitsinhji si trovava in Europa, Berthon era rimasto nello stato di Nawanagar come amministratore ed aveva avviato un programma di ammodernamento del paese. Organizzò la rimozione delle baraccopoli di Jamnagar e favorì la costruzione di nuove unità abitative, negozi e strade. Le migliorie di Berthon nel campo dell'irrigazione dettero buoni frutti, riuscì a migliorare le finanze statali e anche ad estendere la ferrovia come già gli inglesi avevano suggerito nel 1907. Berthon mantenne il suo ruolo anche durante la convalescenza del maharaja ed il governo inglese lo pregò di rimanervi anche quando Ranjitsinhji si fosse pienamente ripreso. Ranjitsinhji però non tollerava i successi del suo amministratore che minacciavano di offuscare la sua persona e minacciò di abdicare se fosse stato costretto a mantenere Berthon nella sua posizione. Venne raggiunto un compromesso: Berthon rimaneva a guidare gli affari a Nawanagar ma in una posizione meno evidente; in cambio, Ranjitsinhji ottenne dall'amministrazione dell'India britannica l'aumento dei saluti onorifici a 13 salve di cannone, elevandoli poi a 15 a livello personale quando, il 1º gennaio 1917, il maharaja venne insignito del grado di cavaliere commendatore dell'Ordine della Stella d'India; venne poi nominato cavaliere di gran croce della divisione militare dell'Ordine dell'Impero britannico il 3 giugno 1919, e promosso cavaliere gran commendatore dell'Ordine della Stella d'India il 2 giugno 1923 e gli venne ufficialmente riconosciuto il titolo di maharaja. Berthon si ritirò dal servizio attivo nel 1920 ma rimase vicino a Ranjitsinhji per molti anni, continuando a consigliarlo.
Le finanze dello stato di Nawanagar migliorarono ulteriormente con la costruzione di un porto a Bedi. Spinto dagli inglesi, il porto ebbe un successo commerciale immediato e le rendite di Nawanagar raddoppiarono tra il 1916 ed il 1925. Ranjitsinhji riprese a vivere nel lusso, acquistò diverse proprietà in India ed un castello a Ballynahinch, sulla costa occidentale dell'Irlanda. Nel 1920 si recò di nuovo in visita in Inghilterra, terra della quale secondo il giornalista Simon Wilde aveva bisogno ed alla quale si sentiva più legato che alla nativa India.
Le sue relazioni con il governo britannico peggiorarono negli ultimi anni del suo regno, perlopiù per questioni minori come ad esempio il rifiuto dell'adesione al Bombay Gymkhana.
Per quanto Ranjitsinhji non avesse avuto figli, era particolarmente legato ai nipoti che vivevano con lui e che avevano come lui studiato in Inghilterra. Fu lui ad avviarli al gioco del cricket. Il più famoso di questi fu Duleepsinhji che si fece un nome nel campo sportivo, evidenziando a detta dei critici delle similitudini con lo stile di gioco dello stesso Ranjitsinhji.

#### L'opposizione alla federazione e la morte

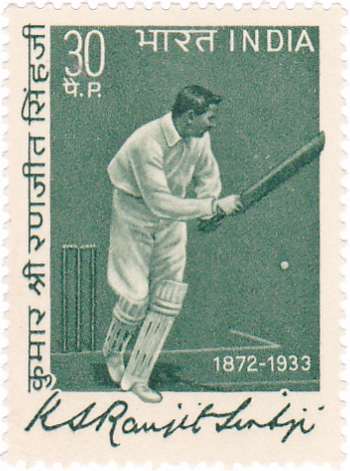
Francobollo commemorativo di Ranjitsinhji emesso dal governo indiano nel 1973 per commemorare la sua carriera da crickettista

Ranjitsinhji dedicò i suoi ultimi anni di vita al supporto degli interessi dei principi indiani. Tentò di unire i suoi pari contro l'avanzata della democrazia in India rappresentata dall'Independence Movement e dalla crescente ostilità nei loro confronti dell'Indian National Congress. Fu uno dei cardini per la fondazione della Camera dei Principi. Ranjitsinhji prese parte nella delegazione indiana alla Lega delle Nazioni tra il 1920 ed il 1923, venendo rimpiazzato dal 1922 da un vice-legato. Anche in questo caso cercò di farsi notare a Ginevra per ottenere consensi e supporto alle sue azioni politiche in India. Ranjitsinhji venne assistito dall'amico ed ex compagno di squadra C. B. Fry nella redazione dei suoi discorsi ufficiali. In uno di questi tenuto nel 1923 a nome dell'impero britannico, invocò il ritiro degli italiani da Corfù che avevano occupato in precedenza. Tenne anche un controverso discorso nel 1922 contro i limiti imposti all'immigrazione degli indiani in Sudafrica.
Nel 1927, Ranjitsinhji venne attaccato dalla All India States Peoples Conference che lo accusò, tra le altre cose, di essere un governante assente, tirannico ed incapace di una gestione propria dello stato. Egli rispose a queste accuse sovvenzionando autori che realizzarono per lui opere al limite tra il biografico ed il celebrativo come Jamnagar and its Ruler nel 1927, Nawanagar and its Critics nel 1929 e The Land of Ranji and Duleep nel 1931. Ranjitsinhji si recò nuovamente in Inghilterra nel 1930, per prendere parte alle discussioni che si tennero su una possibile costituzione da dare all'India. Continuò anche dall'estero ad opporsi all'idea di una federazione indiana, malgrado il supporto personale dato alla causa degli inglesi. Divenne cancelliere della Camera dei Principi nel 1933, poco prima della sua morte.
Ranjitsinhji morì per un attacco cardiaco il 2 aprile 1933 dopo una breve malattia. McLeod riportò come diversi osservatori contemporanei notarono come la morte del maharaja fosse avvenuta dopo un commento pubblico da parte di Lord Willingdon, viceré d'India, alla camera dei principi, con un tono non propriamente piacevole nei suoi confronti. Il suo corpo venne cremato e le sue ceneri vennero disperse nel Gange. Nel 1973 il governo indiano gli ha dedicato un francobollo alla memoria, che lo rappresenta come celebre crickettista avendo egli contribuito notevolmente alla diffusione di tale sport anche in India. A lui è intitolato il Ranji Trophy che ancora oggi si disputa in India nella disciplina del cricket.

## Onorificenze

### Posizioni militari onorarie
| Forza militare      | Unità    | Posizione | Anno |
| ------------------- | -------- | --------- | ---- |
| British Indian Army | Esercito | Maggiore  | 1914 |